# Parti socialiste indépendant (Argentine)
Pour les articles homonymes, voir Parti socialiste indépendant.
Le Parti socialiste indépendant (en espagnol Partido Socialista Independiente, sigle PSI) était un parti politique argentin, né en 1927 d’une sécession d’avec le Parti socialiste (PS). 
Dans les dernières années de la décennie 1920, le PSI mena une opposition ouverte au gouvernement radical dirigé par Hipólito Yrigoyen, puis participa au coup d’État de septembre 1930 qui le renversa. En 1931, il rejoignit, aux côtés du Parti démocrate national et de l’Union civique radicale antipersonnaliste, la coalition politique dénommée Concordancia, qui, sous la houlette du général Agustín P. Justo, accéda au pouvoir, puis s’y maintint, à la faveur d’élections frauduleuses, jusqu’à ce que le régime fût reversé à son tour par le coup d’État militaire de septembre 1943, dite Révolution de 43, qui mit fin à cette période de l’histoire de l’Argentine connue sous le nom de Décennie infâme. 
Ainsi le PSI figura-t-il durant cette période comme la force politique de gauche dont les dirigeants avaient consenti à s’associer à une action gouvernementale vouée à mettre en œuvre la restauration conservatrice des années 1930 en Argentine ; ce faisant, la direction du PSI, fraction du socialisme argentin, et en particulier son chef Antonio De Tomaso, se compromit avec les auteurs du putsch civico-militaire septembrien, escomptant sans doute tirer quelque bénéfice politique de la réaction conservatrice en cours, marquée pourtant par la fraude électorale systématique et par la répression politique. Aux deux principaux dirigeants du parti, De Tomaso et l’économiste Federico Pinedo, seront dévolues de hautes fonctions dans le gouvernement, respectivement le ministère de l’Économie et celui de l’Agriculture, où ils s’efforceront d’élaborer et d’appliquer des mesures économiques propres à faire face à la crise économique mondiale. 
Cependant, les rapports de pouvoir prévalant au sein de l’État néoconservateur imposeront une orientation et des bornes précises aux solutions proposées par les socialistes indépendants. Certes, la participation du PSI au gouvernement du général Justo fut déterminante pour jeter les bases de l’interventionnisme d’État qui caractérisa le régime conservateur sous la gestion des ministres PSI ; toutefois, la définition de ces politiques interventionnistes dans le domaine économique demeurait en fait le privilège de la direction du Parti démocrate national (PDN, conservateur), lequel à ce titre décidait, à sa propre convenance, de l’ampleur qu’il convenait de donner à l’interventionnisme étatique, interdisant en particulier aux ministres PSI de compromettre en rien les intérêts des acteurs économiques alors dominants, à savoir les grandes entreprises d’élevage regroupées dans la Société rurale argentine (SRA), les compagnies ferroviaires et frigorifiques, ou de commercialisation des céréales, en majorité de capital étranger. Ce nonobstant, le PSI s’attacha à défendre les intérêts des travailleurs et des consommateurs, poursuivit des objectifs anti-impérialistes, et de façon générale ne se limita pas (comme l’en accusait le PS) à favoriser les intérêts corporatistes sectoriels de l’oligarchie foncière ; en effet, l’intervention de l’État dans l’économie, notamment rurale, tendra à réguler et à améliorer les conditions du métayage de la terre pour les agriculteurs sans terre (au moyen d’une législation nouvelle), donnera l’impulsion à la rationalisation technique de la production agricole (en particulier par la construction de silos à grains), instaurera un contrôle des activités de commercialisation de la production céréalière et une tutelle publique sur le négoce et l’industrialisation de la viande (se traduisant entre autres par la construction d’équipements frigorifiques à l’usage direct des éleveurs), et mettra en place un ensemble d’organismes publics de régulation. Sur le plan industriel, l’interventionnisme d’État n’ira pas, malgré les desiderata du camp socialiste, au-delà de la nationalisation de l’activité pétrolière (création de la YPF) et laissera hors de portée les compagnies ferroviaires p.ex., trop liées aux intérêts de l’aristocratie foncière. Ces contradictions ne seront pas étrangères à la défaite électorale du parti en 1936 et à sa subséquente disparition quelques années plus tard.

## Histoire

### Fondation et action sous le gouvernement d’Yrigoyen
Dans les années 1920 se produisit au sein du Parti socialiste argentin une scission entre la fraction social-démocrate classique, dirigée par Juan Bautista Justo et Nicolás Repetto, et une mouvance qui préconisait de conclure une alliance avec les forces conservatrices s’opposant à Hipólito Yrigoyen. Les deux parties en effet s’opposaient fondamentalement sur la position à adopter vis-à-vis du radicalisme et de son chef de file d’alors, Hipólito Yrigoyen. En 1927, la division interne atteignit un degré extrême, et la fraction dissidente composée notamment d’Antonio De Tomaso et de Federico Pinedo fut expulsée du PS et alla former le Parti socialiste indépendant, dans le premier comité de direction duquel figurait entre autres le critique littéraire et professeur Roberto Giusti. Au nombre des militants de renom de cette mouvance figurait aussi Roberto Noble, fondateur du quotidien Clarín. De par ses origines, le PSI était donc une force politique de gauche.
Le noyau de dirigeants schismatiques à l’origine du parti était emmené par De Tomaso et Pinedo, qui en devinrent bientôt les principaux dirigeants. Le parti naissant réussit à entraîner derrière lui un groupe très important de responsables d’envergure nationale, tels que Augusto Bunge, Antonio Zaccagnini, Héctor Gonzalez Iramain, ainsi que d’autres, d’implantation plus locale, comme José Rouco Oliva et Carlos Manacorda, en plus d’accueillir un nombre fort important de socialistes centristes, principalement dans la ville de Buenos Aires. Sous l’égide de De Tomaso, le comité directeur du nouveau parti s’attela à choisir sa dénomination, à publier sa propre revue, qu’il intitula Libertad!, et à rédiger son programme politique, en reprenant provisoirement à son compte celui du PS. Aux élections parlementaires de 1930, le PSI remporta une victoire retentissante à  Buenos Aires, battant en effet le PS et l’UCR.

### Coup d’État de 1930 et participation au gouvernement de Justo

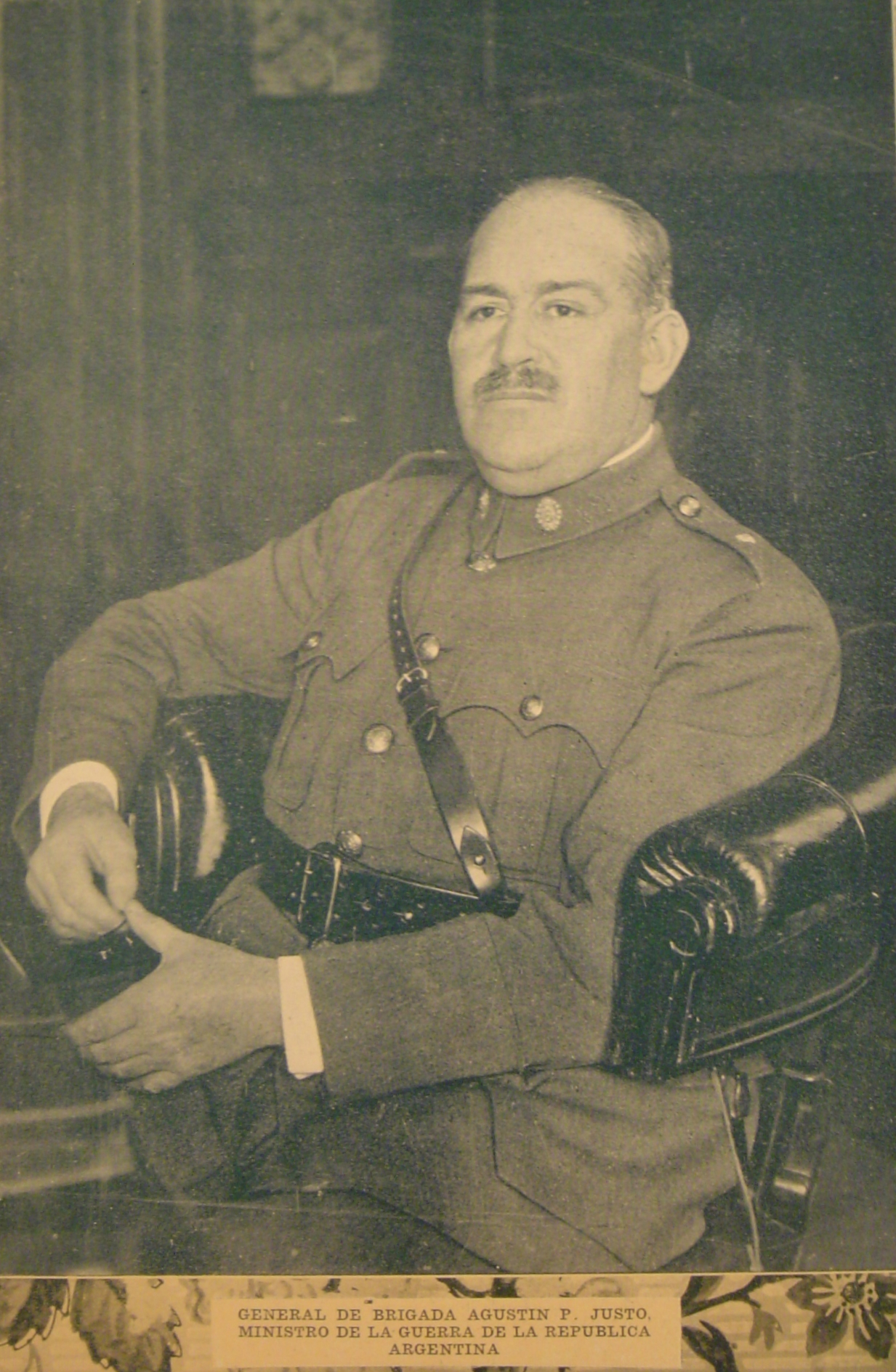
Agustín P. Justo, chef de file de la Concordancia et artisan de la restauration conservatrice en Argentine dans la décennie 1930.

Le PSI apporta un soutien actif au coup d’État du 6 septembre 1930, par lequel le général José Félix Uriburu renversa le président constitutionnel Yrigoyen. L’anti-yrigoyénisme appuyé de sa direction et ses liens avec les bénéficiaires politiques du coup d’État (c’est-à-dire fondamentalement les forces conservatrices) eurent pour effet qu’au lendemain du putsch, une grande partie de la tête du nouveau parti adhéra, aux côtés du Parti démocrate national (PDN) et de l’Union civique radicale antipersonnaliste, à l’option politique offerte par la coalition électorale conservatrice, la Concordancia, qui s’était constituée, en vue des élections présidentielles de novembre 1931, autour  de la candidature de l’autre général instigateur du putsch, Agustín P. Justo ; le PSI résolut ainsi de se joindre à l’alliance officialiste (favorable au pouvoir établi), héritière du coup d’État, mais présentant les meilleures perspectives de victoire électorale, car étant en mesure, par sa maîtrise des mécanismes de l’État, à faire pencher le scrutin en sa faveur. Le choix de cette opion politique du reste manifestait l’opportunisme de la direction du PSI, qui y vit un chemin plus commode pour accéder au pouvoir, pendant que dans le même temps le radicalisme se trouvait proscrit du processus électoral et que le PS se détermina pour une alliance politique pouvant se révéler un rival difficile à vaincre, car susceptible de détourner vers soi les voix empêchées de se porter sur le Parti radical. Cette alliance, appelée Alianza Civil, proposait un binôme de candidats composé de Lisandro de la Torre et de Nicolás Repetto (candidats respectivement à la présidence et à la vice-présidence) et avait élaboré une plateforme électorale proposant une démocratie économique et sociale avancée, à même de faire rentrer dans le giron du PS les militants socialistes ayant un moment quitté l’ancien parti pour rejoindre le PSI, et de séduire la gauche de façon générale. 
En contrepartie, s’engager sur cette voie impliquait pour le PSI de se résigner à une place minoritaire dans l’équation concordanciste, avec le risque de ne jamais pouvoir accéder à des fonctions de premier plan dans le futur gouvernement, ou de n’avoir que faiblement droit au chapitre lorsqu’il s’agira de définir les futures politiques gouvernementales. Si la première préoccupation était sans nul doute celle de dirigeants comme De Tomaso et Pinedo, c’était pour eux également une certitude que leur capacité d’influer sur les politiques gouvernementales, en particulier en matière économique et sociale, allait être très réduite. Ce nonobstant, lors du IIe Congrès extraordinaire du PSI, qui se déclara en faveur du binôme présidentiel Justo-Roca, une plateforme électorale sera élaborée comprenant toutes les lignes-force les plus chères à la gauche sociale-démocrate de l’après-Première Guerre mondiale, notamment le renforcement du parlementarisme dans la gestion gouvernementale, la laïcité absolue de l’État argentin, le droit de vote des femmes, une ample législation sociale et du travail, la reconnaissance des syndicats, et la promotion de l’enseignement public. Dans le domaine économique, le programme conjuguait la préconisation de politiques libérales orthodoxes d’une part et de nationalisations et de l’intervention de l’État d’autre part. 
Assurément, avant les élections de novembre 1931, la direction du PSI avait confiance que le futur gouvernement de la Concordancia œuvrerait à restaurer la démocratie et à assurer le bon fonctionnement électoral et institutionnel. Pourtant, l’interdiction faite au candidat radical Alvear de concourir au scrutin contredisait d’emblée cet espoir, qui fut ensuite déçu plus fortement encore par la fraude électorale qui permit la victoire du général Justo. Bien que dénonçant ces pratiques, le PSI continua néanmoins d’appuyer Justo et semblait incapable de percevoir que ce que ces pratiques tendaient à instaurer n’étaient, en parachèvement du coup d’État de septembre 1930, que les conditions de fonctionnement d’un système politique restructuré fondé sur ces mécanismes autoritaires entendus comme garanties du maintien au pouvoir des classes agraires et commerciales dominantes, et que dans cette configuration, qui altérait le système politique constitutionnel et avait prédéfini la place des différentes forces de gauche en ne leur concédant que des possibilités d’action limitées, la force de gauche que représentait le PSI n’aurait à jouer qu’un rôle secondaire, ou de quelque importance uniquement dans certaines circonscriptions électorales comme celle de Buenos Aires.  
Le PSI, en dépit de son influence politique écornée par sa déconvenue électorale de 1931, allait participer à l’expérience gouvernementale dans des secteurs importants de la gestion de l’État, à des postes que les dirigeants PSI ne s’attendaient pas à occuper au sein d’un cabinet ministériel dominé par les classes dominantes et majoritairement composé de membres de la Société rurale argentine (SRA) — à savoir d’abord le ministère de l’Agriculture, et ensuite celui des Finances, c’est-à-dire des positions de premier plan, car l’un et l’autre ministère avait acquis une importance centrale dans le contexte de la crise mondiale. La décision de Justo de nommer des ministres PSI à ces fonctions surprit la direction du parti, qui s’attendait à détenir des ministères à portée plus politique et institutionnelle, tels que l’Intérieur et l’Instruction publique.
Cependant, c’est plus particulièrement à Federico Pinedo qu’échut un rôle politique important : détenteur du portefeuille des Finances, d’abord de 1933 à 1935, puis de 1940 à 1941, sous les présidences resp. de Justo et de Roberto Marcelino Ortiz, il fut à l’origine de profonds changements tendant notamment à un interventionnisme de l’État dans l’économie et à une industrialisation accélérée du pays. Il permit la conclusion du pacte Roca-Runciman avec la Grande-Bretagne, et c’est à son initiative que furent créés la Banque centrale, la Commission régulatrice des céréales, les Commissions nationales des viandes, de l’industrie laitière et du coton, la Commission régulatrice de la production et du commerce de la yerba mate, ainsi que de la Commission régulatrice des vins. 
Quant à De Tomaso, il mit en œuvre entre 1932 et 1933, au titre de ministre de l’Agriculture, une série de mesures d’urgence réclamées par les agriculteurs et conçues pour redresser leur situation économique critique consécutive à la crise mondiale, puis d’autres mesures destinées à modifier les conditions légales d’organisation et de fonctionnement de l’agriculture  pampéenne, composant ensemble un cadre législatif et réglementaire reconnu par tous comme crucial pour améliorer la situation productive et commerciale immédiate des acteurs économiques ruraux, pour rétablir les conditions nécessaires de fonctionnement de l’économie agroexportatrice, et pour assurer la viabilité des entrepreneurs agricoles les plus touchés, les cultivateurs et les grands et petits éleveurs. Il est à souligner que l’État national dépendait lui-même de la relance de l’économie pampéenne ; il fallait pour l’État impérativement restaurer le cycle économique afin de continuer à assurer son propre financement, attendu que celui-ci était largement tributaire des taxes sur le commerce extérieur. Ceci explique pourquoi certaines des dispositions agraires prises par De Tomaso ne répondaient pas aux propositions de son parti, quoiqu’elles n’entrassent pas davantage dans la vision libérale orthodoxe, cette politique de redressement économique comportant en effet une intervention de l’État sous forme de régulation de la production agricole et de sa commercialisation. Ces objectifs de redressement présideront aux projets de loi relatifs aux céréales (de 1932) et aux viandes, sur la base desquels furent mises en place une Commission nationale des viandes et une Commission nationale des céréales, déjà mentionnées, ainsi qu’au dispositif réglementaire de contrôle public des opérations d’achat des négociants en grains et de régulation des modes de transaction des céréales, en ce compris la fixation des prix, par laquelle l’on entendait restreindre les menées spéculatives des maisons de commerce,. La loi 11.747 en particulier, connue sous le nom de loi des viandes (ley de carnes), adoptée en octobre 1933, réglementait le commerce des viandes et instituait la tutelle de l’État sur leur industrialisation et commercialisation, lesquelles étaient alors en majorité aux mains d’entreprises frigorifiques anglaises et nord-américaines. La loi prévoyait en outre la fondation de la Corporación Argentina de Productores de Carnes et la création d’un entrepôt frigorifique municipal à Buenos Aires. Cette législation avait été précédée en 1932 par la promulgation de la loi 11.627 portant réforme des fermages agricoles, de la loi 11.170, qui allongeait de 4 ans à 5 le terme des baux à ferme des métayers et étendait son domaine d’application aux domaines agricoles de plus de 300 hectares, et en 1933 de la loi 11.742 portant création d’un réseau national de silos à grains, propre à suppléer au déficit d’infrastructures dans ce domaine.
Au cours de la décennie 1930, le PSI fut peu à peu éclipsé par la personnalité de Federico Pinedo, qui notamment batailla avec Lisandro de la Torre lors du mémorable débat sur les viandes. Deux faits cependant sont venus entacher la figure de Pinedo : la polémique autour du meurtre d’Enzo Bordabehere, assassiné par un certain Ramón Valdés Cora, homme de main des conservateurs, et la fraude électorale quasi institutionnalisée, consubstantielle à la Décennie infâme,. 
Nonobstant que le parti fût loin d’apparaître comme une construction politique à dominante personalista, c’est-à-dire s’appuyant sur de fortes personnalités individuelles, la mort de De Tomaso en août 1933 eut pour effet de catalyser l’effritement du PSI comme expérience socialiste et de hâter l’intégration définitive de quelques-unes de ses personnalités au conservatisme fédéral ou provincial. Sa dislocation finale se produisit à la suite de sa défaite aux élections législatives de 1936, et le départ en peu de temps de nombre de ses dirigeants mit à nu le contresens politique qu’était devenu le PSI comme parti du prolétariat, contresens qui avait déjà provoqué tout au long de ces années (mais perceptible dès 1931) une défection accélérée de ses militants et de l’électorat de gauche. La disparition de De Tomaso précipita l’échec de la stratégie du PSI qui prétendait exercer le pouvoir en s’accointant, dans une position subalterne, aux classes dominantes pour tenter de faire peser ses points de vue de gauche dans la transformation en cours de l’Argentine.
Le parti, honni comme un parti conservateur de droite et ostracisé par le camp socialiste, disparut vers la fin des années 1930.

## Idéologie et action des ministres PSI dans le gouvernement de Justo
Il n’est pas illégitime de situer le PSI parmi les forces de gauche, compte tenu notamment de la continuité idéologique (par rapport au Parti socialiste) de ses positions et de son programme électoral depuis sa fondation jusqu’à 1933 au moins, et au vu de la présence dans ses rangs de militants et de responsables qui se revendiquaient (et ne cesseront de se revendiquer) comme socialistes. De même, l’action parlementaire de la fraction PSI se caractérisa dans les premières années de la décennie 1930 par ses prises de position en faveur d’une législation du travail, ce qui confirme son statut de parti authentiquement socialiste. S’inscrivant dans la tradition politique de gauche, les socialistes indépendants s’étaient approprié l’analyse de l’économie argentine telles que développée par le PS dans les décennies précédentes, analyse qui prenait dûment en compte les caractéristiques de l’économie argentine et la structure du secteur agricole pampéen dominé par les monopoles à capital étranger et par la grande propriété foncière traditionnelle ; cette évaluation de la réalité argentine imprégnera également la pratique politique de la direction du PSI, et ce dès la naissance du parti. Cependant, les conséquences politiques de son intégration dans la Concordancia, de la présence de deux de ses principaux dirigeants, De Tomaso et Pinedo, dans le gouvernement de Justo, et de leur compromission directe avec les politiques conservatrices gouvernementales, mirent ces dirigeants autant que le parti lui-même devant une contradiction entre leur comportement politique et leurs positions idéologiques et programmatiques de gauche. 
Si donc le PSI avait émergé originellement comme une force de gauche, les positions politiques qu’il allait au fur et à mesure adopter dans les années 1930 finirent par l’éloigner nettement des autres groupements de gauche comme le Parti socialiste (PS) et le Parti communiste (PC). Un point de dissension important fut la position du PSI vis-à-vis du coup d’État de septembre de 1930 et la place qu’il consentit à occuper durant la décennie 1930 dans le système politique national que ledit coup d’État avait profondément reconfiguré. Aussi, alors que le PS allait s’ériger en opposition parlementaire au régime conservateur et que les communistes subiront la répression d’État et plongeront dans l’illégalité pendant une grande partie de la Décennie infâme, le PSI quant à lui, après avoir pris part au renversement d’Yrigoyen et, partant, à l’effondrement de la première expérience démocratique en Argentine, accepta de voir deux de ses principaux dirigeants former l’aile gauche de l’alliance de pouvoir conservatrice Concordancia sous le gouvernement du général Justo. 
Au moment de sa fondation, le PSI se profila comme un parti socialiste avec un programme politique et économique favorable aux revendications des travailleurs, et apparaissait similaire, quant à son idéologie et à son organisation, aux partis créés sur le modèle de la social-démocratie européenne (à l’instar de l’ancien PS argentin), cherchant d’ailleurs à être reconnu par l’Internationale socialiste. Les principales mesures économiques que comportait le programme voté lors de son congrès de 1928 s’articulaient autour de politiques sociales, de nationalisations et de régulations étatiques, conjuguées à des stratégies de contrôle ouvrier sur la production privée et sur le commerce international. Ainsi, sous l’intitulé Revendications fondamentales, étaient mentionnées la « socialisation de la terre et l’appropriation collective de la rente au moyen de l’impôt ; la nationalisation des mines, des hydrocarbures, des chemins de fer, des banques et des industries sous la domination des trusts ». En matière de politique rurale, il préconisait des mesures tendant à la subdivision de la grande propriété par l’instauration d’un impôt progressif sur la terre et à donner aux pouvoirs publics la capacité de procéder à l’expropriation légale. S’y ajouteront la préconisation d’une ample législation sociale et du travail (incluant la semaine de 44 heures) et l’exigence du suffrage féminin. 
Au Congrès national, l’activité législative du PSI était, dans le domaine économique, orientée dès les débuts vers le nationalisme économique et vers un interventionnisme d’État, comme en témoigne son appui dans la Chambre des députés au bloc radical lors du vote d’une loi établissant le monopole pétrolier de l’État argentin pour l’exploration et l’exploitation des hydrocarbures sur tout le territoire national,. Toutefois, si au long des deux années que dura le deuxième gouvernement d’Yrigoyen, les députés PSI furent dans une large mesure cohérents avec le programme de leur parti, notamment en matière sociale, ils révisèrent leur position au sujet des hydrocarbures, et rejetteront en 1928 la nouvelle législation élaborée par le radicalisme et portant expropriation des entreprises pétrolières privées. 
Ainsi, lors de son 2e congrès extraordinaire de 1931, où par ailleurs le parti se manifesta en faveur du binôme Justo–Roca, furent formulées les préconisations suivantes : la stabilisation monétaire ; l’abolition graduelle des taxes douanières et de l’impôt sur le travail utile, pour leur substituer des prélèvements sur les rentes et sur la transmission gratuite ; l’imposition de la terre si exempte d’amélioration (« tierra libre de mejoras ») ; l’imposition progressive des propriétés rurales en proportion de leur valeur et de leur extension ; la nationalisation du pétrole, de l’acier et de la houille.
Les propositions agraires, si elles occupaient une place importante dans la plateforme du PSI, ne consistaient cependant que dans des mesures ponctuelles inaptes à donner une réponse immédiate aux graves problèmes qu’affrontait alors l’agriculture pampéenne par suite de la crise mondiale, et pas davantage ne se trouvait-il parmi elles la moindre mention à la situation sociale et économique des travailleurs agricoles ou des métayers. Lesdites propositions en matière agricole se bornaient à prôner le crédit agricole, à développer la colonisation sur des terres domaniales, à promulguer une loi relative aux céréales, et à faire passer une législation visant à l’aménagement d’un réseau de routes et à la construction de silos à grains publics. Ce programme n’était pas à même d’amener l’électorat rural à penser qu’une attention suffisante lui était accordée par le PSI, ainsi qu’à la crise dont souffrait l’économie agraire, et ce à la différence du traitement détaillé que donnaient à la question agricole l’ancien PS et le Parti démocrate progressiste (PDP) dans la plateforme commune de leur Alliance civile, là où la direction du PSI ne lui accordait qu’une place partielle. Le programme du PSI dénotait ainsi le caractère urbain et métropolitain des dirigeants du parti, la tête de celui-ci se focalisant sur la réponse à donner à la crise institutionnelle et politique provoquée par le coup d’État et par la brève expérience autoritaire d’Uriburu. En revanche, en matière politique et sociale, la plateforme électorale du PSI était aussi progressiste que celle de l’Alianza Civil et comportait la nationalisation des secteurs pétrolier et minier et une réforme fiscale favorable aux salariés.

### Action ministérielle de De Tomaso (domaine agricole)
Les mesures en matière agricole adoptées par De Tomaso lors de son court passage au ministère de l’Agriculture embrassaient les aspects tant spécifiques que structurels de l’élevage et de l’agriculture argentins, et avaient pour but de permettre promptement à ces activités de se rétablir et se développer, tout en donnant en partie satisfaction aux demandes des agriculteurs et en servant leurs intérêts. Quelques-unes de ces mesures étaient en résonance avec les propositions programmatiques du PSI, et les décisions prises sous sa tutelle ne démentaient pas en elles-mêmes l’orientation socialiste de son propre parti, pas plus que certaines propositions économiques de type libéral, dont le PS lui-même, déjà dirigé alors par Repetto et Dickmann, réclamait la mise en œuvre à la même époque. 
Certains ont pu se demander si De Tomaso, dans son action ministérielle, prenait pour référence théorique le révisionnisme socialiste inspiré des théories d’Henri de Man, à l’instar du socialisme européen et de celui argentin de l’entre-deux-guerres, révisionnisme qui était basé sur l’interventionnisme de l’État et sur la planification. Le PSI pencha pour ce révisionnisme socialiste, adoptant dès sa fondation des positions interventionnistes en économie et se montrant partisan de nationalisations. Du reste, une partie de la direction du PS également était dans les années 1930 imprégnée des idées d’économie dirigée et de nationalisations, idées auxquelles il sera donné corps au congrès du parti en 1938.

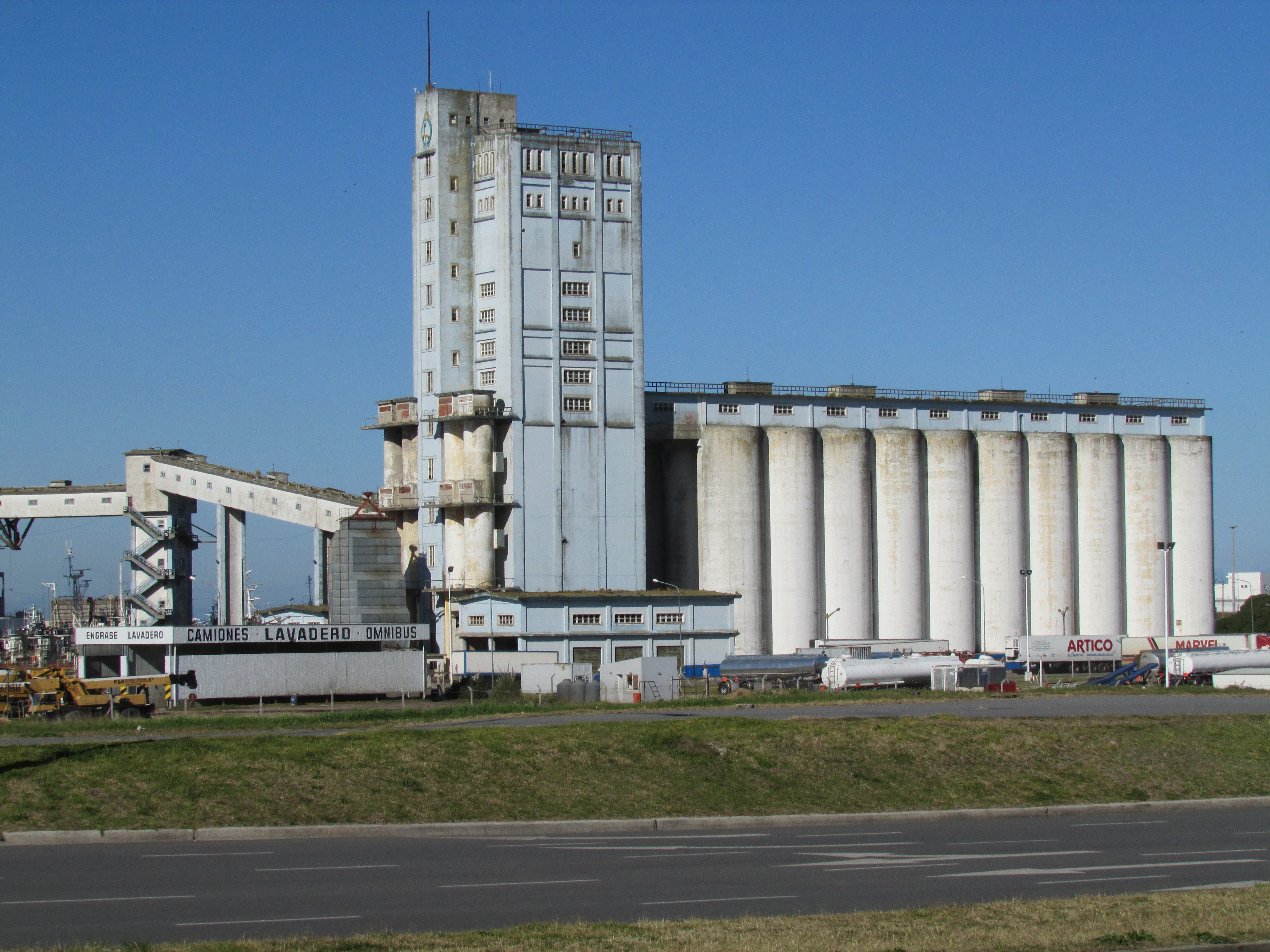
Silos construits par la Junta Nacional de Granos dans le port de Mar del Plata.

Pourtant, le travail ministériel de De Tomaso face à la crise mondiale ne dénote pas ces influences néosocialistes. En réalité, son œuvre au ministère tendit à doter l’économie agricole argentine d’un encadrement normatif et d’une régulation par l’État aptes à remettre de l’ordre, par des règles précises, dans les activités économiques des éleveurs et des cultivateurs, des entrepôts frigorifiques et des entreprises céréalières. Son ministère se proposait d’instaurer enfin et de façon effective, un ensemble de réglementations légales, dont on avait ressenti le défaut pendant des décennies ou qui avaient été dédaignées par les acteurs économiques, et qui devaient garantir le bon fonctionnement global de l’économie agraire, en limitant le pouvoir excessif exercé par les propriétaires sur les agriculteurs par le biais des fermages, et en contrecarrant les manœuvres monopolistiques exercées surtout par les capitaux étrangers engagés dans le commerce de céréales et de viandes. Cette intervention de l’État assez novatrice dans l’économie agricole eut pour effet de réguler et d’améliorer, au moyen d’une nouvelle législation, les conditions d’exploitation des sols par les paysans sans terre, de favoriser la rationalisation technique de la production avec notamment la construction de silos à grains, d’obtenir un contrôle des activités de commercialisation de la production céréalière, et de procéder à la nationalisation des transactions et de l’industrialisation de la viande concurremment à un soutien de l’État au développement d’équipements frigorifiques qui seraient détenus par les éleveurs eux-mêmes ; sous ce rapport, le rôle du ministère de l’Agriculture et des Commissions nationales sur les grains et les viandes fut déterminant.
Dans les grandes lignes, la plupart des mesures décidées par le ministère de l’Agriculture sous De Tomaso correspondaient aux propositions relatives à l’économie rurale telles que le socialisme argentin les avait formulées depuis le début du siècle. Ces mesures furent défendues par le ministre sous l’invocation de l’impérieuse nécessité d’une rationalisation technico-scientifique de l’agriculture et de l’élevage argentins, que piloteraient les bureaux de planification technique du ministère de l’Agriculture, et qui était appelée à rétablir le rang prééminent occupé dans les décennies précédentes par l’Argentine sur le marché mondial, face à la concurrence de pays à production similaire. Si certes le souci d’augmenter la consommation de viande sur le marché intérieur et en particulier par les couches populaires apparaissait dans les propositions de De Tomaso, ses mesures visaient avant tout à défendre les intérêts des producteurs agricoles face aux compagnies céréalières et frigorifiques britanniques et nord-américaines.
De Tomaso voulut aussi mettre en place une politique de colonisation de terres (en Argentine même) et envoya à cette fin au Congrès national en 1932 un projet de loi portant création d’une Commission nationale de colonisation, en accord avec ce qui était réclamé tant par le PS que par son propre parti. En effet, dans les décennies avant la crise, la colonisation de terres au profit de l’agriculture familiale, telle que proposée par De Tomaso, figurait parmi les revendications socialistes et libérales classiques ; toutefois, ses objectifs étaient plus modérés, se limitant en effet à envisager la possible mise en exploitation, au bénéfice de colons, de terres domaniales, de terres dépendant d’organismes publics et de terres hypothéquées.
Ainsi, la politique menée par De Tomaso comportait-elle des mesures qui étaient en droite ligne avec la politique de ses prédécesseurs dans les gouvernements argentins libéraux et radicaux antérieurs, mais qui étaient chères également aux socialistes, lesquels en conséquence votèrent en faveur des propositions de loi du ministre, ainsi qu’il advint avec la loi 11.627 modifiant le régime légal des métayages. Cependant, les socialistes ne manquèrent de critiquer cette politique en raison de ce que celle-ci n’était pas assortie d’une législation qui eût permis de produire les transformations structurelles fondamentales du secteur agricole pampéen se rapportant au régime foncier ; cette législation que réclamaient les socialistes comprenait une imposition progressive de la terre et des mesures sanctionnant l’absentéisme de nombreux propriétaires. Bien que son propre programme appelât ce type de mesures fiscales, De Tomaso ne saura les faire aboutir durant son court mandat ministériel. En définitive, la politique de De Tomaso visant à mettre en place des organismes publics d’intervention dans le secteur agraire bénéficiera concrètement au groupe des grands éleveurs et engraisseurs, en imposant des limites aux manœuvres monopolistes des entreprises frigorifiques. Elle favorisa certes aussi l’ensemble des agriculteurs, en rétablissant des prix rentables pour la production céréalière, en s’appliquant à contrecarrer les menées spéculatives sur les prix des négociants en grains, en abaissant les taux de fermage et en assurant de meilleures conditions légales pour les métayers. Néanmoins, les protestations paysannes des premiers mois de 1933, lancées par le syndicat professionnel agricole FAA, tendent à démontrer que les avantages économiques de ces mesures tardaient à se faire sentir chez les agriculteurs. Il est à noter en outre que les organismes publics de régulation des grains et des viandes présentaient un caractère plus sectoriel et corporatif que public, compte tenu que leur composition était dominée par les éleveurs et que même les entreprises agricoles y avaient leurs représentants, alors que les agriculteurs et les consommateurs en demeuraient exclus. La concession de construction de silos accordée en 1931 (par le gouvernement d’Uriburu) à l’Association des coopératives argentines et à la Corporation américaine de développement rural (Corporación Americana de Fomento Rural) fut suspendue par décret du gouvernement national. Au rebours des programmes politiques de toutes les fractions social-démocrates, qui comportaient un plaidoyer pour le coopérativisme des producteurs et des consommateurs comme moyen de lutte économique et de préparation technique en vue d’une gestion directe de l’économie, le projet de construction d’un réseau national de silons à grains tel qu’il fut porté par De Tomaso privilégiait au contraire la constitution de celui-ci en un service public géré par l’État ou par le capital privé.
En résumé, quand même les mesures de De Tomasa parvinrent à rétablir le fonctionnement global de l’économie agricole pampéenne, elles échouèrent à en modifier les structures d’organisation. La fiscalité foncière, le découpage de la grande propriété terrienne, et l’accès à la propriété des métayers ne feront pas même l’objet d’aucun débat au Congrès national.

### Action ministérielle de Pinedo (domaine industriel et commercial)

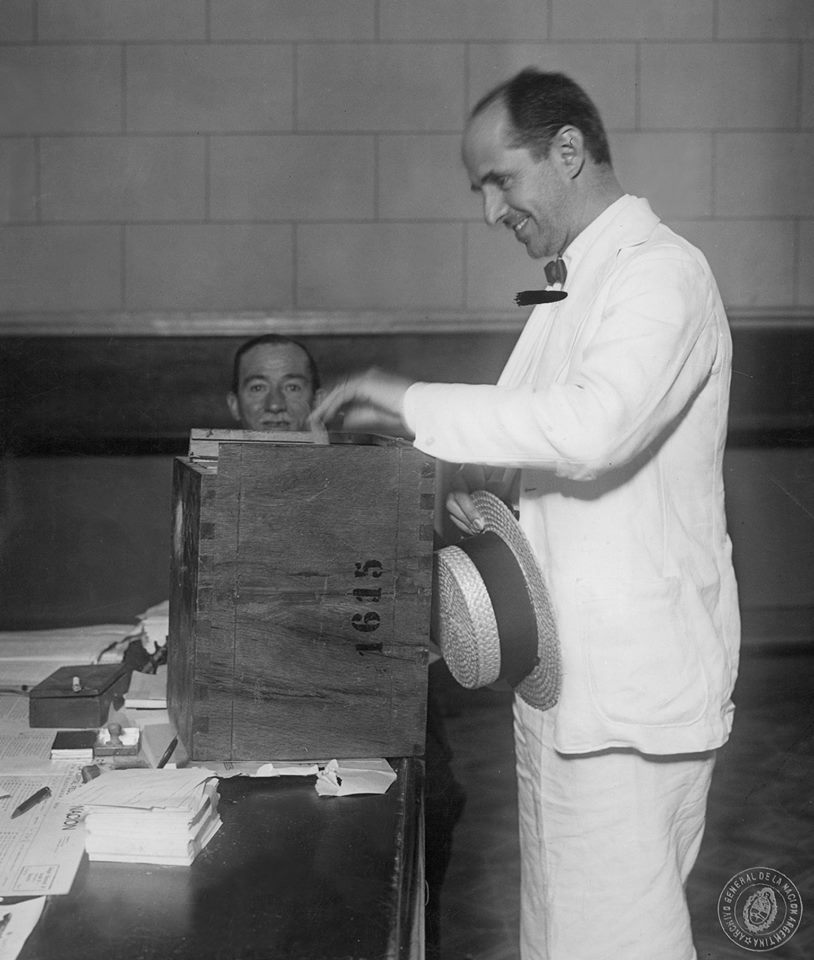
Federico Pinedo, ministre PSI des Finances sous Justo, puis sous Ortiz, favorisa une politique interventionniste en économie. La photo le montre déposant son bulletin lors des élections de 1934.

Le remplacement en août 1933 d’Alberto Hueyo par Federico Pinedo au poste de ministre des Finances marqua un changement de cap de la politique économique du gouvernement, même si le cadre idéologique général resta conservateur. L’intervention gouvernementale dans l’économie s’accentua, se traduisant par la création du Commission régulatrice des vins (Junta Reguladora de Vinos), ainsi que de celle des céréales (de Granos) et des viandes (de Carnes), et de la Direction des parcs nationaux. Ces Commissions régulatrices nationales visaient à développer les activités tant privées que publiques et à contrôler la qualité des produits, pour la consommation intérieure aussi bien que pour l’exportation. À l’effet de soutenir les prix des marchandises et d’éviter la surproduction, les Juntas Reguladoras procédèrent, en dépit de la pénurie, à la destruction de grandes quantités de maïs, transformant celui-ci en carburant à l’usage des locomotives, et jusqu’à 30 millions de pesos par an furent employés à détruire des excédents de vin. 
Le 6 juin 1935 fut mise en place, selon les indications du britannique Otto Niemeyer, directeur de la Banque d’Angleterre, la Banque centrale de la République argentine (BCRA), d’abord dirigée par Raúl Prebisch. Le comité directeur de la BCRA était par ailleurs composé principalement de personnalités liées à la finance privée et avait pour mission la gestion du peso et la régulation des taux d'intérêt. L’écrivain et penseur Raúl Scalabrini Ortiz critiquait vivement l’engagement britannique en Argentine, dont la BCRA lui apparaissait emblématique. Fut également fondée la Corporation des transports, destinée à protéger les services de chemins de fer et de tramways, aux mains des Britanniques, contre la concurrence des autobus de transports en commun. La collecte centralisée des impôts fut légalement instituée en 1934.
Les décisions économiques gouvernementales se heurteront à des limites implacables dès la moindre velléité de s’en prendre aux entreprises ferroviaires, de commerce extérieur et d’exportation de viande, limites résultant de la mainmise des barons de l’élevage sur le gouvernement ainsi que des liens privilégiés de ceux-ci avec le capital britannique. Les négociations avec le Royaume-Uni qui déboucheront sur la signature de l’accord commercial connu sous la dénomination de pacte Roca – Runciman en 1933 étaient dirigées directement par le vice-président Julio A. Roca, lequel était membre de la SRA, au même titre que le général Justo.
En revanche, l’un des points au programme politique du PSI que la participation social-démocrate à la gestion de l’État durant la Décennie infâme réussira à faire mettre en œuvre est la réglementation du secteur pétrolier, que De Tomaso déjà parvint à cristalliser en une législation, et qui prévoyait un renforcement du rôle de l’entreprise publique YPF dans l’exploitation, la production et la commercialisation des hydrocarbures, conformément aux positions du PSI.

## Corrélats
- Concordancia
- Décennie infâme
- Parti socialiste argentin